# Chairière
Chairière (en wallon Les Tchérios) est une section et un village de la commune belge de Vresse-sur-Semois située en Région wallonne dans la province de Namur.

## Évolution démographique
- Source: DGS, 1831 à 1970=recensements population, 1976= habitants au 31 décembre

## Histoire
Chairière était une commune à part entière avant la fusion des communes de 1964, qui la vit rejoindre les communes de Mouzaive et Alle pour former la nouvelle commune d'Alle. Au premier janvier 1977, Alle rejoindra la nouvelle entité de Vresse-sur-Semois.
Au cours de l'Ancien Régime, Chairière fut divisée en deux sections. Chairière-la-Grande appartenait au duché de Bouillon et Chairière-la-Petite, appelé encore Chairière-le-Terme, relevait du duché de Luxembourg et ressortissait à la justice prévôtale d'Orchimont. Par ailleurs, les deux Chairière avaient chacune leur cour de justice foncière.
En 1230, le seigneur d'Orchimont céda à l'évêque de Liège, lequel était duc de Bouillon, ce qui allait constituer la seigneurie de Gros-Fays, Chairière-la-Grande en faisant partie, tandis qu'à la même époque Chairière-la-Petite relevait déjà de Bohan. Il en sera ainsi jusqu'à la fin du XVIIe siècle, moment où les de Lescuyer devinrent seigneurs de Chairière. Plus tard, les de Vauthier y acquerront encore nombre de droits et de biens. Pour ce qui est de l'organisation ecclésiastique, Chairière fit primitivement partie de la paroisse d'Oizy. Au XIIIe siècle, elle possédait une église vicariale, lequel vicariat fut transformé en cure en 1586.